# 흐르는 음악처럼
《흐르는 음악처럼》은 KBS 강릉FM에서 평일 오전 11시부터 정오까지 방송되었던 가요음악, 팝 음악 라디오 프로그램이었다. 2024년 5월 10일 자로 17년만에 폐지되었다.

## 진행자
- 이아인 아나운서 (여) (2007년 4월 16일 ~ 2024년 5월 10일)

## 기획의도
- 클래식의 즐거움을 알고 싶지만 어렵고 딱딱한 클래식! 왠지 접하기 어려우시죠? ‘흐르는 음악처럼’과 함께 하세요. 클래식과 대중음악을 접목한 ‘세미클래식’으로 클래식과 가까워질 수 있습니다. 어디선가 접했던 친숙한 멜로디를 다양한 악기로 재해석하여 전해드립니다.

## 제작진
- 제작 : 김한수
- 작가 : 박소영